# Avery (Texas)
Avery ist eine Kleinstadt im Red River County im US-Bundesstaat Texas, Vereinigte Staaten. Das U.S. Census Bureau hat bei der Volkszählung 2020 eine Einwohnerzahl von 421 ermittelt.

## Geographie
Die Stadt liegt fast im äußersten Nordosten von Texas, ist im Nordosten etwa 10 km von Arkansas im Südosten etwa 25 km von Louisiana und im Nordwesten ebenfalls ca. 25 km von Oklahoma entfernt. Sie hat eine Fläche von 2,5 km².

## Religion
In Avery gibt es derzeit vier verschiedene Kirchen von drei unterschiedlichen Konfessionen. Unter den zu einer Konfession gehörenden Kirchen ist die Baptistengemeinde mit zwei Kirchen am stärksten vertreten. (Stand: 2004)

## Demografische Daten
Das durchschnittliche Einkommen eines Haushalts in der Stadt liegt bei 21.146 USD, das durchschnittliche Einkommen einer Familie bei 27.917 USD. Männer haben ein durchschnittliches Einkommen von 23.333 USD gegenüber den Frauen mit durchschnittlich 16.346 USD. Das Pro-Kopf-Einkommen liegt bei 13.180 USD. 21,5 % der Einwohner und 14,3 % der Familien leben unterhalb der Armutsgrenze. 22,7 % der Einwohner sind unter 18 Jahre alt und auf 100 Frauen ab 18 Jahren und darüber kommen statistisch 76,7 Männer. Das Durchschnittsalter beträgt 43 Jahre. (Stand: 2000)